# Yvonne Baby
Yvonne Baby (Le Touquet-Paris-Plage, 18 de agosto de 1931-París, 3 de agosto de 2022) fue una periodista y escritora francesa ganadora del Premio Interallié en 1967.

## Biografía
Baby es hija del historiador y activista político Jean Baby y Ruta Assia (Ruta Sadoul) y nuera de Georges Sadoul, escritor e historiador de cine.
En 1957 se incorporó a los equipos de Le Monde. A cargo de las principales entrevistas, mantuvo conversaciones con personajes de la talla de Orson Welles, Ingmar Bergman, Henri Cartier-Bresson, Terrence Malick, Robert Motherwell, Luis Buñuel, Pierre Boulez, Federico Fellini, Hans Magnus Enzensberger, Peter Handke, Woody Allen, Jean-Luc Godard, François Truffaut, Yves Saint Laurent y Yohji Yamamoto, que dio origen a la publicación del libro Quinze hommes splendides en 2008 por Éditions Gallimard. En 1971 fue elegida por Jacques Fauvet para crear y dirigir el departamento cultural del diario Le Monde. Como primera mujer jefa de departamento dentro del diario, logra unir un equipo formado por Olivier Merlin, Jean de Baroncelli, Michel Cournot, André Fermigier, Bertrand Poirot-Delpech o incluso Colette Godard. Recluta nuevas plumas, como Claire Devarrieux y Hervé Guibert.
En 1967, a los 36 años, ganó el premio Interallié por su primera obra publicada, Oui, l'espoir.
Fue vicepresidenta del jurado del Festival de Cine de Cannes en 1983.
En 1986, renunció a Le Monde. Luego se dedicó a escribir.

## Obras
- 1967: Oui l'espoir, Premio Interallié, éditions Grasset.
- 1974: Le Jour et la Nuit, Grasset.
- 1980: Kilroy, Mercure de France.
- 1992: La Vie retrouvée, éditions de l'Olivier.
- 2003: Gris Paradis, éditions Gallimard.
- 2004: La Femme du mur, Gallimard.
- 2008: Quinze hommes splendides (colección de entrevistas), Gallimard.
- 2010: Le Troisième Ciel, éditions Léo Scheer.
- 2014: À l’encre bleu nuit, éditions Baker Street.